# Wassersicherstellungsgesetz
Das Wassersicherstellungsgesetz (WasSiG) ist ein deutsches Bundesgesetz. Es soll Maßnahmen ermöglichen, die auf dem Gebiet der Wasserwirtschaft für Zwecke der Verteidigung erforderlich sind, insbesondere Maßnahmen der Vorsorge im Frieden, die dem Schutz und der Versorgung der Zivilbevölkerung dienen.
Der erste und zweite Teil des Sicherstellungsgesetzes mit der Bezeichnung Gesetz über die Sicherstellung von Leistungen auf dem Gebiet der Wasserwirtschaft für Zwecke der Verteidigung enthalten die Vorschriften über die Maßnahmen für Verteidigungszwecke auf dem Gebiet der Wasserwirtschaft. Der erste Teil regelt die Maßnahmen, die bereits im Frieden vorsorglich getroffen werden sollen; der zweite Teil die Maßnahmen, die im Verteidigungsfall zulässig sind. Aufgrund dieses Gesetzes wurde die Verordnung zur Übertragung der Ermächtigung zum Erlaß von Rechtsverordnungen nach § 13 des Wassersicherstellungsgesetzes erlassen.

## Einschränkung von Grundrechten
Gemäß dem verfassungsrechtlichen Zitiergebot nennt § 36 WasSiG die Grundrechte, die eingeschränkt werden. Dieses ist das Grundrecht auf Unverletzlichkeit der Wohnung (Artikel 13 des Grundgesetzes für die Bundesrepublik Deutschland).